# Ручеёк (Оренбургская область)
Ручеёк — посёлок в Асекеевском районе Оренбургской области, входит в состав Лекаревского сельсовета.

## География
Посёлок находится на расстоянии примерно 9 км к юго-западу от села Асекеево, административного центра района.

### Часовой пояс
Посёлок Ручеёк, как и вся Оренбургская область, находится в часовой зоне МСК+2. Смещение применяемого времени относительно UTC составляет +5:00.

## Население
| 2010 |
| ---- |
| 41   |

### Национальный состав
Согласно результатам переписи 2002 года, в национальной структуре населения русские составляли 59 % из 59 чел.